# معالجة المستضد
معالجة المستضد أو تهيئة المستضد (بالإنجليزية: Antigen processing)‏ هي عملية مناعية يتم فيها تحضير وتجهيز المستضدات لعرضها على سطح الخلية لتُفحص بواسطة خلايا مناعية متخصصة تسمى الخلايا التائية، وتعتبر مرحلة في مسارات عرض المستضد. تحدث معالجة المستضد عبر مسارين حسب مصدر المستضد: ذاتي من بروتينات الكائن نفسه أو داخل خلوي من بروتينات ممراض أصاب الخلية (كالفيروس) أو خارج خلوي من ممراضات تمت بلعمتها (كالبكتيريا). يعتمد العرض اللاحق لهذه المستضدات على جزيئات القسم 1 أو القسم 2 من معقد التوافق النسيجي الكبير (مهس) على نوع المسار المستخدم. يجب على كلا قسمي مهس 1 و2 الارتباط بالمستضد قبل أن يتموضعا باستقرار على سطح الخلية. يُعرض المستضد على مهس 1 عادة (باستثناء العرض العابر [الإنجليزية]) عبر المسار داخلي المنشأ لمعالجة المستضد حين يكون مصدره من داخل الخلية، ويُعرض المستضد على مهس 2 عبر المسار خارجي المنشأ لمعالجة المستضد حين يكون مصدره خارجي. يتم في عرض المستضد العابر استخدام أجزاء من كلا المسارين، لمعالجة مستضد مصدره خارجي وعرضه على جزيئات مهس 1، ويحدث غالبا في الخلايا المتغصنة.

## مسار داخلي المنشأ
يُستخدم المسار داخلي المنشأ لعرض قطع الببتيدات الخلوية على سطح الخلية بواسطة جزيئات مهس القسم 1. فضلا عن ذلك، وبعد أن يصيب فيروسٌ الخلية يتم عرض الببتيدات الفيروسية كذلك الأمر الذي يسمح للخلية بالتعرف على الخلايا المصابة وقتلها. يُضاف اليوبيكويتين إلى البروتينات التالفة داخل الخلية، وتوسم من أجل تفكيكها بواسطة البروتيازومات. تفكك البروتيازومات البروتين إلى ببتيدات طول بعضها حوالي 9 حمض أميني (مناسبة للارتباط بالشق المرتبط بالببتيد الخاص بمهس 1). ينقل الناقل المرتبط بمعالجة المستضد [الإنجليزية] (تاݕ TAP) -وهو بروتين ممتد عبر غشاء الشبكة الإندوبلازمية الخشنة- بعض الببتيدات المفككة إلى لمعة الشبكة الإندوبلازمية الخشنة، داخل الشبكة الإندوبلازمية، تسهل مجموعة من الشابرونات منها: كالنيكسين [الإنجليزية]، كالريتكولين [الإنجليزية]، PDIA3 والبروتين المرتبط بالغلوبولين المناعي التطوي الصحيح لجزيء مهس القسم 1 وارتباطه ببيتا-2 ميكروغلوبولين [الإنجليزية]. بعد ذلك يتآثر جزيء مهس 1 المتطوي جزئيا مع تاݕ عبر تاباسين [الإنجليزية] ( يحتوي المعقد الكامل كذلك على كالريتكولين وPDIA3 ولدى الفئران على كالنيكسين)، وبعد أن يُنقل الببتيد إلى لمعة الشبكة الإندوبلازمية يرتبط بشرخ جزيء مهس 1 الذي ينتظره ويسبب استقراره وهو ما يسمح بنقل جزيء مهس 1 إلى سطح الخلية بواسطة جهاز غولجي